# Winter-Asienspiele 2017/Snowboard
Bei den Winter-Asienspielen 2017 in Sapporo wurden  die Wettbewerbe im Snowboard zwischen dem 19. und dem 25. Februar 2017 ausgetragen. Austragungsort waren Sapporo Teine und die Sapporo Bankei Ski Area.

## Männer

### Halfpipe
| Platz | Sportler       | Land | Punkte |
| ----- | -------------- | ---- | ------ |
| 1     | Zhang Yiwei    | CHN  | 93,50  |
| 2     | Kweon Lee-jun  | KOR  | 87,00  |
| 3     | Ayumu Nedefuji | JPN  | 86,75  |
| 4     | Lee Min-sik    | KOR  | 80,50  |
| 5     | Kim Ho-jun     | KOR  | 74,25  |
| 6     | Lee Kwang-ki   | KOR  | 73,75  |
| 7     | Huang Shiying  | CHN  | 57,75  |
| 8     | Xu Dechao      | CHN  | 52,00  |

Datum: 25. Februar 2017

### Slalom
| Platz | Sportler      | Land |
| ----- | ------------- | ---- |
| 1     | Lee Sang-ho   | KOR  |
| 2     | Yuya Suzuki   | JPN  |
| 3     | Kim Sang-kyum | KOR  |
| 4     | Choi Bo-gun   | KOR  |
| 5     | Zhang Xuan    | CHN  |
| 6     | Ye Bi         | CHN  |
| 7     | Ji Myung-kon  | KOR  |
| 8     | Sun Huan      | CHN  |

Datum: 20. Februar 2017

### Riesenslalom
| Platz | Sportler          | Land |
| ----- | ----------------- | ---- |
| 1     | Lee Sang-ho       | KOR  |
| 2     | Choi Bo-gun       | KOR  |
| 3     | Shinnosuke Kamino | JPN  |
| 4     | Ji Myung-kon      | KOR  |
| 5     | Kim Sang-kyum     | KOR  |
| 6     | Ye Bi             | CHN  |
| 7     | Zhang Xuan        | CHN  |
| 8     | Yuya Suzuki       | JPN  |

Datum: 19. Februar 2017

## Frauen

### Halfpipe
| Platz | Sportler         | Land | Punkte |
| ----- | ---------------- | ---- | ------ |
| 1     | Liu Jiayu        | CHN  | 93,00  |
| 2     | Cai Xuetong      | CHN  | 78,50  |
| 3     | Kurumi Imai      | JPN  | 73,00  |
| 4     | Haruna Matsumoto | JPN  | 68,75  |
| 5     | Li Shuang        | CHN  | 67,25  |
| 6     | Qiu Leng         | CHN  | 62,50  |
| 7     | Holly Crawford   | AUS  | 60,25  |
| 8     | Kwon Sunoo       | CHN  | 50,50  |

Datum: 25. Februar 2017

### Slalom
| Platz | Sportler         | Land |
| ----- | ---------------- | ---- |
| 1     | Zang Ruxin       | CHN  |
| 2     | Eri Yanetani     | JPN  |
| 3     | Shin Da-hae      | KOR  |
| 4     | Jeong Hae-rim    | KOR  |
| 5     | Niu Jiaqi        | CHN  |
| 6     | Gong Naiying     | CHN  |
| 7     | Xu Xiaoxiao      | CHN  |
| 8     | Millie Bongiorno | AUS  |

Datum: 20. Februar 2017

### Riesenslalom
| Platz | Sportler         | Land |
| ----- | ---------------- | ---- |
| 1     | Eri Yanetani     | JPN  |
| 2     | Zang Ruxin       | CHN  |
| 3     | Gong Naiying     | CHN  |
| 4     | Jeong Hae-rim    | KOR  |
| 5     | Shin Da-hae      | KOR  |
| 6     | Xu Xiaoxiao      | CHN  |
| 7     | Millie Bongiorno | AUS  |
| 8     | Asa Toyoda       | JPN  |

Datum: 19. Februar 2017